# 馬奎斯·提格
馬奎斯·德凡提·提格（英語：Marquis Devante Teague，1993年2月28日—），美国篮球运动员，在2012年NBA选秀中以第一轮第29顺位为芝加哥公牛选中。是目前在密爾瓦基公鹿擔任替補控衛傑夫·蒂格的弟弟。